# Acrodictys micheliae
Acrodictys micheliae är en svampart som beskrevs av Kodsueb & McKenzie 2006. Acrodictys micheliae ingår i släktet Acrodictys, divisionen sporsäcksvampar och riket svampar.   Inga underarter finns listade i Catalogue of Life.